# Christian County (Kentucky)
Christian County is een county in de Amerikaanse staat Kentucky.
De county heeft een landoppervlakte van 1.868 km² en telt 72.265 inwoners (volkstelling 2000). De hoofdplaats is Hopkinsville.

## Geboren in Christian County
- Jefferson Davis (Fairview, 1808-1889), eerste en enige president van de Geconfedereerde Staten van Amerika (1861-1865)
- Adlai Stevenson I (1835-1914), vicepresident van de Verenigde Staten en advocaat